# Gariep (Gemeinde)

Gemeindegebiet bis 2016

Gariep (englisch Gariep Local Municipality) war eine Lokalgemeinde im Distrikt Joe Gqabi der südafrikanischen Provinz Ostkap. Der Sitz der Gemeindeverwaltung befand sich in Burgersdorp. Ihr Territorium ging im August 2016 in die neu gebildete Lokalgemeinde Walter Sisulu ein.
Die Gemeinde war nach dem Griqua-Wort für den Fluss Oranje benannt, an dem die Gemeinde lag.

## Städte und Orte
- Burgersdorp
- Steynsburg
- Venterstad

## Demografie
Auf einer Fläche von 8911 km² lebten 33.677 Einwohner (Volkszählung 2011).